# Jean Boudehen
Jean Pierre Boudehen (Petit-Couronne, 11 de enero de 1939 – Vallon-Pont d'Arc, 4 de septiembre de 1982) es un deportista francés que compitió en piragüismo en las modalidades de aguas tranquilas y aguas bravas.
Participó en los Juegos Olímpicos de Tokio 1964, obteniendo una medalla de plata en la prueba de C2 1000 m, en la modalidad de aguas tranquilas.
En la modalidad de aguas bravas, obtuvo tres medallas en el Campeonato Mundial en los años 1967 y 1969.

## Palmarés internacional
| Juegos Olímpicos | Juegos Olímpicos | Juegos Olímpicos | Juegos Olímpicos |
| Año              | Lugar            | Medalla          | Competición      |
| ---------------- | ---------------- | ---------------- | ---------------- |
| 1964             | Tokio (Japón)    | Medalla de plata | C2 1000 m        |

| Campeonato Mundial | Campeonato Mundial               | Campeonato Mundial | Campeonato Mundial     |
| Año                | Lugar                            | Medalla            | Competición            |
| ------------------ | -------------------------------- | ------------------ | ---------------------- |
| 1967               | Špindlerův Mlýn (Checoslovaquia) | Medalla de bronce  | C1 clásico por equipos |
| 1969               | Bourg-Saint-Maurice (Francia)    | Medalla de oro     | C1 clásico individual  |
| 1969               | Bourg-Saint-Maurice (Francia)    | Medalla de bronce  | C1 clásico por equipos |